# بئر أنس بن مالك
بئر أنس بن مالك إحدى آبار المدينة المنورة، وكانت تسمى في الجاهلية بئر البرود، وهي تقع قرب المسجد النبوي الشريف من الناحية الشرقية، وكانت لأنس بن مالك خادم الرسول، فعن أنس بن مالك أن رسول الله صلى الله عليه وسلم استسقى فنزع له دلو من بئر دار أنس فسكب على اللبن، فأتي به فشرب وأعرابي عن يمينه.